# Palco (rejon briański)
Palco (ros. Пальцо) – osiedle w Rosji, w obwodzie briańskim, w rejonie briańskim. W 2010 liczyła 1010 mieszkańców.